# Marie-Sibylle de Reuss-Obergreiz
Marie Sibylle de Reuss-Obergreiz (en allemand Marie Sibylle zu Reuß Obergreiz) est née à Greiz (Allemagne) le 4 août 1625 et meurt à Lobenstein le 17 mai 1675. Elle est une noble allemande, fille du comte Henri IV de Reuss-Obergreiz (ca) (1597-1629) et de Julienne-Élisabeth de Salm-Neufville (1602-1653). 

## Mariage et descendance
Le 24 octobre 1647, elle se marie à Schleiz avec Henri X de Reuss-Lobenstein (1621-1671), fils du comte Henri II de Reuss-Gera (1572-1635) et de Madeleine de Schwarzbourg-Rudolstadt (1580-1652). Le couple a douze enfants :
- Henri III (1648-1710), marié avec Maria Christine de Leiningen-Westerbourg (1650-1714) ;
- Henri V (1650-1672) ;
- Henri VI, né et mort en 1651 ;
- Henri VIII (1652-1711) ;
- Madeleine Dorothée (1653-1705) ;
- Henriette Julienne (1654-1728), mariée avec Jean Albert de Biberstein ;
- Ernestine Sophie, mort-née en 1656 ;
- Amélie Christine (1657-1660) ;
- Henri IX (1659-1660) ;
- Éléonore (1661-1696), mariée avec Jean Georges III de Solms-Baruth (1630-1690) ;
- Frédérique Sibylle (1661-1728) ;
- Henri X de Reuss-Ebersdorf (1662-1711), marié avec Edmunda Benigna de Solms-Laubach (1670-1732).